# Abdosetae
Abdosetae es un género de arañas araneomorfas de la familia Phrurolithidae. Se encuentra en Sabah en Malasia y Hainan en China.

## Lista de especies
Según The World Spider Catalog 12.0:
- Abdosetae hainan Fu, Zhang & MacDermott, 2010
- Abdosetae ornata (Deeleman-Reinhold, 2001)